# Joseph Friedrich Nicolaus Bornmüller
Joseph Friedrich Nicolaus Bornmüller est un botaniste allemand, né le 6 décembre 1862 à Hildburghausen et mort le 19 décembre 1948 à Weimar.

## Biographie
Il est le fils de Franz Bornmüller et de Meta née Meyer. Il étudie à l’école d’horticulture de Potsdam dans les années 1880. Il fait de nombreux voyages d’études et dirige l’herbier oriental de Weimar de 1903 à 1938. Il reçoit un titre de docteur honoris causa de l'université de Iéna. Il se marie avec Frida Amelung en 1895. Il publie Flore de la Syrie en 1898. Il est invité en 1913 par Alexeï Fedtchenko (1844-1873) à participer à une expédition scientifique dans l’est du Turkestan. Il travaille, en 1917-1918, en Macédoine alors occupée par les Allemands. Il est notamment l’auteur du Repertorium specierum novarum regni vegetabilis (1938).
Sa collection personnelle est vendue après sa mort au muséum botanique de Berlin[réf. nécessaire].